# Live Rust
Live Rust es un álbum en directo del músico canadiense Neil Young, publicado por la compañía discográfica Reprise Records en noviembre de 1979.
El álbum, grabado en directo junto a la banda Crazy Horse durante la gira de promoción de Rust Never Sleeps, incluye canciones interpretadas en diferentes localidades, incluyendo el Cow Palace de San Francisco (California). Young también filmó, bajo el seudónimo de Bernard Shakey, el largometraje Rust Never Sleeps, con imágenes del concierto en el Cow Palace.
La versión en CD fue editada con el fin de que las canciones cupiesen en un único disco, limitado en el momento de su lanzamiento a 74 minutos. Para ello, se recortó la duración de «Cortez the Killer».

## Lista de canciones
Todas las canciones escritas y compuestas por Neil Young excepto donde se anota. 
| Cara A |                                    |                            |          |  |
| N.º    | Título                             | Escritor(es)               | Duración |  |
| 1.     | «Sugar Mountain»                   |                            | 5:02     |  |
| 2.     | «I Am a Child»                     |                            | 3:01     |  |
| 3.     | «Comes a Time»                     |                            | 3:15     |  |
| 4.     | «After the Gold Rush»              |                            | 3:49     |  |
| 5.     | «My My, Hey Hey (Out of the Blue)» | Neil Young, Jeff Blackburn | 4:12     |  |

| Cara B |                                    |          |  |
| N.º    | Título                             | Duración |  |
| 1.     | «When You Dance I Can Really Love» | 3:42     |  |
| 2.     | «The Loner»                        | 4:53     |  |
| 3.     | «The Needle and the Damage Done»   | 3:06     |  |
| 4.     | «Lotta Love»                       | 2:51     |  |
| 5.     | «Sedan Delivery»                   | 4:50     |  |

| Cara C |                     |          |  |
| N.º    | Título              | Duración |  |
| 1.     | «Powderfinger»      | 5:43     |  |
| 2.     | «Cortez the Killer» | 6:19     |  |
| 3.     | «Cinnamon Girl»     | 3:22     |  |

| Cara D |                                   |          |  |
| N.º    | Título                            | Duración |  |
| 1.     | «Like a Hurricane»                | 8:03     |  |
| 2.     | «Hey Hey, My My (Into the Black)» | 4:37     |  |
| 3.     | «Tonight's the Night»             | 7:12     |  |

## Personal
Músicos
- Neil Young: guitarra, armónica, piano y voz.
- Crazy Horse:
  - Frank Sampedro: guitarra, teclados y coros.
  - Billy Talbot: bajo y coros.
  - Ralph Molina: batería y coros.

## Posición en listas
| País           | Lista                    | Posición |
| -------------- | ------------------------ | -------- |
| Canadá         | Canadian Albums Chart    | 27       |
| Estados Unidos | Billboard 200            | 15       |
| Noruega        | VG-lista Albums Chart    | 24       |
| Nueva Zelanda  | New Zealand Albums Chart | 1        |
| Reino Unido    | UK Albums Chart          | 15       |

| Sencillo                          | Lista                  | Posición más alta |
| --------------------------------- | ---------------------- | ----------------- |
| «Hey Hey, My My (Into the Black)» | Mainstream Rock Tracks | 79                |

## Certificaciones
| Fecha                 | País           | Organismo certificador | Certificación | Ventas certificadas |
| --------------------- | -------------- | ---------------------- | ------------- | ------------------- |
| 17 de febrero de 1988 | Estados Unidos | RIAA                   | Platino       | 1 00 000            |